# Jamesia papulenta
Jamesia papulenta es una especie de escarabajo longicornio del género Jamesia, tribu Onciderini, orden Coleoptera. Fue descrita por Thomson en 1868.

## Descripción
Mide 16-25,5 mm de longitud.

## Distribución
Se distribuye por Colombia, Costa Rica, Ecuador, Nicaragua, Panamá y Perú.